# The Bitch Is Back
«The Bitch Is Back» es una canción de Elton John, escrita junto con su amigo y colaborador Bernie Taupin. Fue el segundo sencillo publicado de su álbum de 1974, Caribou, y alcanzó la posición #1 en Canadá, #4 en los Estados Unidos y el #15 en el Reino Unido. Con letras que parodian su estilo de vida de celebridad, la canción ha sido identificada como una de sus mejores piezas de hard rock. En los Estados Unidos, fue certificada con el disco de Oro el 13 de septiembre de 1995 por Recording Industry Association of America.

## Antecedentes
La idea de crear la canción no fue inspirada directamente por John o Taupin, sino por la esposa de Taupin en ese momento, Maxine Feibelman, que solía decir “The Bitch Is Back” (La puta ha vuelto), cuando Elton John estaba de mal humor. Después de eso, Taupin escribió letras. Más tarde, Elton comentaría: “Es una especie de tema musical para mí”.

## Recepción
Cashbox dijo que “Elton y la banda están en una forma rara aquí y demuestran que el rock llega tan fácilmente como lo hacen las baladas” y que “las voces son intensas y la interpretación está ahí”.

## Controversia
Varias emisoras de radio en los Estados Unidos y en otros lugares se negaron a reproducir la canción debido a la palabra “bitch” (puta). Por ejemplo, en 1976, el director del programa WFAN-FM en Nueva York le dijo a Billboard, “Pondremos discos que estén en el límite de lo sugestivo, tales como «Disco Lady» de Johnnie Taylor, pero no pondremos «The Bitch Is Back» de Elton John. No reproduciremos ese tipo de discos sin importar cuán populares se vuelvan”. John respondió a la controversia, bromeando “algunas emisoras de radio en los Estados Unidos son más puritanas que otras”.

## Posicionamiento

### Gráfica semanal
| Gráficas (1974)                    | Pico de posición |
| ---------------------------------- | ---------------- |
| Australia (Kent Music Report)      | 53               |
| Canadá (RPM Top Singles)           | 1                |
| Países Bajos (Mega Single Top 100) | 26               |
| Reino Unido (UK Singles Chart)     | 15               |
| Estados Unidos (Billboard Hot 100) | 4                |
| Estados Unidos (Cashbox Top 100)   | 5                |

### Gráfica de fin de año
| Gráficas (1974)          | Pico de posición |
| ------------------------ | ---------------- |
| Canadá (RPM Top Singles) | 34               |

## Certificaciones y ventas
| País                  | Certificación | Ventas   |
| --------------------- | ------------- | -------- |
| Estados Unidos (RIAA) | Oro           | 500,000^ |

## Otras versiones
- La canción fue interpretada dos veces por Tina Turner, la primera vez fue en su álbum de 1978, Rough, y otra vez para el álbum tributo a Elton John y Bernie Taupin. Por su rendición, Turner se ganó una nominación en los Grammy a la mejor interpretación vocal de rock femenina.[16]
- Taron Egerton interpretó la canción para el biopic de Elton John, Rocketman. Fue la primera canción presente en la película.[17]
- Miley Cyrus interpretó la canción para el álbum de versiones de 2018, Restoration: Reimagining the Songs of Elton John and Bernie Taupin.[18]
- En la película de 2022 de Disney+, Hocus Pocus 2, Bette Midler, Kathy Najimy y Sarah Jessica Parker cantaron la canción en el papel de las Hermanas Sanderson con la canción reescrita como "The Witches Are Back".

## Créditos
- Créditos adaptados desde las notas del álbum.[19]
  - Elton John – voz principal, piano
  - Ray Cooper – pandereta
  - Davey Johnstone – guitarra eléctrica
  - Clydie King – coros
  - Sherlie Matthews – coros
  - Dee Murray – bajo eléctrico
  - Nigel Olsson – batería
  - Lenny Pickett – saxofón tenor
  - Jessie Mae Smith – coros
  - Dusty Springfield – coros